# Van der Bruggen
Van der Bruggen is een Belgische adellijke familie die in 1860 in de erfelijke adel werd opgenomen. Stamvader was Frédéric-Charles van der Bruggen.

## Geschiedenis
De adellijke familiegeschiedenis klom op tot in 1657, wanneer landvoogd Don Juan van Oostenrijk Conrad van der Bruggen benoemde tot raadsheer en rekwestmeester in de Geheime Raad in Brussel, een ambt dat, indien nodig, verhief tot erfelijke adeldom.
In 1663 kende koning Filips IV van Spanje de titel van ridder aan Conrad van der Bruggen, zoon van de voorgaande, raadsheer in de provinciale justitieraad van Vlaanderen in Gent.
Pieter-Conrad van der Bruggen (1663-1699) trouwde met Thérèse-Françoise de Meulenaere (1654-1702), de tien jaar oudere en schatrijke dochter van Pieter de Meulenaere en weduwe van reder François de Meulenaere. Hij was schepen van Brugge (1693-1696) en was deken van de schermersgilde Sint-Michiel.

## Belgische adel
Afstammeling in deze familie was Charles-Jean van der Bruggen (1774-1843), getrouwd met Marie-Thérèse van Pottelsberghe de la Potterie (1770-1822). Hun zoon Frédéric-Charles van der Bruggen (1804-1872) was provincieraadslid van Oost-Vlaanderen. Hij trouwde in 1840 in Gent met Georgine de Naeyer (1815-1873), kleindochter van Jacob Lieven van Caneghem, textielindustrieel. Ze kregen zeven kinderen. Hij werd in 1860 erkend in de erfelijke adel en kreeg in 1871 de titel baron, overdraagbaar op al zijn afstammelingen.
- Louise van der Bruggen (1841-1867), karmelietes
- Charles van der Bruggen (1845-1875), burgemeester van Wingene, provincieraadslid van West-Vlaanderen en pauselijk zoeaaf, trouwde in 1868 in Gent met zijn nicht barones Anne de Saint-Genois des Mottes (1845-1926), dochter van Jules de Saint-Genois, historicus, hoogleraar, voorzitter van het Willemsfonds en schepen van Gent. Ze kregen drie zoons en een dochter. Hij werd door wildstropers vermoord.
  - Ferdinand van der Bruggen (1869-1925), doctor in de rechten, hoogleraar aan de Rijksuniversiteit Gent en archivaris van de provincie Oost-Vlaanderen, trouwde in 1900 in Elsene met Berthe Nothomb (1879-1975), kleindochter van Jean-Baptiste Nothomb, premier. Het huwelijk bleef kinderloos.
  - Conrad van der Bruggen (1871-1916), trouwde in 1898 in Ieper met Berthe Merghelynck (1877-1908), dochter van Ferdinand Merghelynck, advocaat en arrondissementscommissaris van Ieper, en in 1912 in Brussel met gravin Yolande de Borchgrave d'Altena (1871-1914), dochter van Paul de Borchgrave d'Altena, diplomaat en hofdignitaris. Hij sneuvelde in Diksmuide op 5 mei 1916. Hij kreeg een zoon uit zijn tweede huwelijk.
    - Conrad van der Bruggen (1914-1996), doctor in de rechten, licentiaat in de criminologische wetenschappen, Master of Arts in de sociologie, hoogleraar aan de Katholieke Universiteit Leuven en de Université catholique de Louvain, voorzitter van de Nationale federatie van het technisch onderwijs, lid van het redactiecomité van Cité Chretienne en secretaris van de studiedienst van de PSC (1945-1947), trouwde in 1941 in Brussel met gravin Marguerite d'Oultremont (1921-1952) en in 1954 in Aineffe met barones Marie-Thérèse d'Otreppe de Bouvette (1915-2006). Hij kreeg drie zoons en een dochter uit zijn eerste huwelijk en een zoon en een dochter uit zijn tweede huwelijk, met afstammelingen tot heden.

  - Frédéric van der Bruggen (1872-1951), trouwde in 1898 in Brussel met Isabelle d'Hanins de Moerkerke (1874-1931). Ze kregen een zoon en een dochter, met afstammelingen tot heden.
  - Caroline (Carola) van der Bruggen (1875-1968), trouwde in 1868 in Gent met Charles de Crombrugghe de Piquendaele (1865-1919), cavalerieofficier. Ze kregen vier zoons, met afstammelingen tot heden.
- Léontine van der Bruggen (1847-1926), trouwde in 1866 met Léon Peers de Nieuwburgh (1843-1930), zoon van Ernest Peers, landbouwkundige en volksvertegenwoordiger. Ze kregen een zoon, met afstammelingen tot heden.
- Conrad van der Bruggen (1849-1879), jezuïet
- Maurice van der Bruggen (1852-1919), provincieraadslid van West-Vlaanderen, burgemeester van Wingene, volksvertegenwoordiger, senator en minister van Landbouw, trouwde in 1871 met burggravin Clotilde de Nieulant et de Pottelsberghe (1855-1924). Het huwelijk bleef kinderloos.